# 14513 Alicelindner
14513 Alicelindner (1996 GK17) là một tiểu hành tinh vành đai chính được phát hiện ngày 15 tháng 4 năm 1996 bởi E. W. Elst ở Đài thiên văn Nam Âu.